# Josua Steinberg

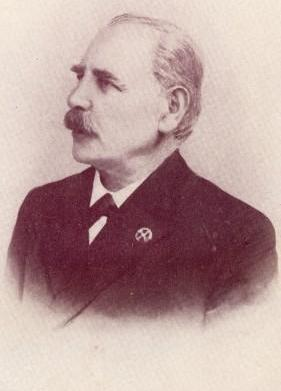
Josua Steinberg (vor 1909)

Josua Steinberg (russisch Осий (Иошуа) Штейнберг; geboren 1839 in Wilna, Russisches Kaiserreich; gestorben am 21. März 1908 in Wilna) war ein russisch-jüdischer Gelehrter, hebräischer Schriftsteller, beeideter Zensor für hebräische Bücher und von der Regierung bestellter Inspektor jüdischer Schulen, wie im Rabbinerseminar in Wilna, wo er auch als Lehrer arbeitete. Er trat vor allem als Sprachforscher und Lexikograph hervor und brachte u. a. ein Hebräisch-Russisch-Deutsches Wörterbuch heraus (1888 ff.).

## Eigene Werke
- Gesänge Zions (Micha Josef Lebensohns Israelitischen Gesänge) aus dem Hebräischen ins Deutsche übertragen, Wilna 1859
- Sittenspiegel, Anthologie aus den sinnreichsten antiken und modernen Klassikern im Style der poetischen-biblischen Sprüche bearbeitet. II. Auflage, Verlag Witwe und Gebrüder Romm, Wilna 1871
- Maarche Laschon Lehrbuch der hebräischen Sprache (russisch), Verlag Witwe und Gebrüder Romm, Wilna 1871
- Der Pentateuch mit russischer Übersetzung, Verlag Witwe und Gebrüder Romm, Wilna 1875
- Ewreusko-ruki-i Russko-ewreuski Slowaru (Hebräisch-russisches und Russisch-hebräisches Lexikon); I. Band hebräisch-russisch, Wilna 1879; II. Band I. Teil von A bis O (II. Teil von O bis Schluss erscheint demnächst), Verlag von A. Sirkin Wilna
- Kritische Besprechung der hebräischen Grammatik, Paris 1885[2]